# Stephen Benton Elkins
Stephen Benton Elkins (New Lexington, 1841. szeptember 26. – Washington, 1911. január 4.) az Amerikai Egyesült Államok szenátora (Nyugat-Virginia, 1895–1911).